# A. Bruce Bielaski
Alexander Bruce Bielaski (2 avril 1883 - 19 février 1964) était un avocat américain et un fonctionnaire du gouvernement qui a été directeur du Bureau of Investigation (maintenant le Federal Bureau of Investigation : FBI) de 1912 à 1919.

## Éducation
Il a obtenu un diplôme en droit de la faculté de droit de l'Université George Washington en 1904, où il était l'un des pères fondateurs du chapitre Gamma Eta de la fraternité Delta Tau Delta.

## Carrière
Il rejoint le ministère de la Justice. Comme son prédécesseur Stanley Finch, Bielaski a gravi les échelons du ministère de la Justice. Fin avril 1912, le procureur général George W. Wickersham nomma Bielaski pour remplacer Finch au poste de directeur du Bureau of Investigation. Il y restera jusqu'en 1919.